# Peter Hasler
Pour les articles homonymes, voir Hasler (homonymie).
Peter Hasler, né le 25 avril 1946 à Neuhausen am Rheinfall, est un chef d'entreprise suisse.

## Biographie
Après avoir suivi ses études de droit à l'Université de Zurich où il obtient un doctorat, il exerce comme juriste pendant quelques années avant de rejoindre en 1974 l'Association patronale suisse de l'industrie des machines dont il est secrétaire, puis directeur dès 1982. Il est ensuite nommé en 1993 directeur de l'Union patronale suisse, poste qu'il occupe jusqu'en 2006. 
Il est ensuite nommé comme président des conseils d'administration de l'Hôpital universitaire de Zurich, de la Caisse suisse de voyage (REKA) et de la société Elips Life. Dans le même temps, il est membre du conseil de fondation du WWF Suisse. Le 20 janvier 2010, le Conseil fédéral annonce sa nomination comme président du conseil d'administration de La Poste Suisse, en remplacement de Claude Béglé, démissionnaire. Il est remplacé à ce poste fin avril 2016 par Urs Schwaller.